# سارة بايون مارتينيث
سارة بايون مارتينيث (بالإسبانية: Sara Bayón Martínez، ولدت في 19 مايو 1981، بالنثيا، برشلونة، إسبانيا) لاعبة جمباز إيقاعي إسبانية.
حصلت على الميدالية الذهبية في بطولة العالم للجمباز الإيقاعي عام 1998.

## إنجازاتها

### بطولة العالم للجمباز الإيقاعي
- 1998 إشبيلية  إسبانيا:  ميدالية فضية في مسابقة الفرق (Team All-around).
- 1998 إشبيلية  إسبانيا:  ميدالية ذهبية في فئة 3 شرائط + طوقيْن (Groups 3 Ribbons + 2 Hoops).

### بطولة أوروبا للجمباز الإيقاعي
- 1997 باتراس  اليونان:  ميدالية فضية في فئة 5 كرات (Groups 5 Balls).
- 1997 باتراس  اليونان:  ميدالية برونزية في فئة 3 كرات + شريطيْن (Groups 3 Balls + 2 Ribbons).
- 1999 بودابست  المجر:  ميدالية برونزية في فئة 3 شرائط + طوقيْن (Groups 3 Ribbons + 2 Hoops).